# Les Amis de Philippe
Les Amis de Philippe est un orchestre allemand de musique baroque sur instruments anciens et de musique classique, fondé en 1994, qui tire son nom de celui du compositeur Carl Philipp Emanuel Bach.

## Historique
C'est en 1994 que le claveciniste allemand Ludger Rémy, porté par son intérêt pour la musique du Siècle des Lumières et, en particulier, pour celle de Carl Philipp Emanuel Bach, fonde l'orchestre « Les Amis de Philippe » pour enregistrer les œuvres de ce fils de Bach,.

## Répertoire
Bien que tirant son nom d'un compositeur pré-classique, le répertoire de l'orchestre englobe tant des œuvres de compositeurs baroques (Georg Philipp Telemann, Philipp Heinrich Erlebach, Johann Theile, Johann Friedrich Fasch,  Francesco Manfredini, Georg Gebel, Gottfried Heinrich Stölzel) que pré-classiques (Carl Philipp Emanuel Bach, Johann Gottlieb Graun, Carl Heinrich Graun).

## Effectif
L'effectif de l'orchestre comporte, outre Ludger Rémy, une petite trentaine de musiciens :
- violon : Almut Backhaus, Anne Schumann, Eva Salonen, Jochen Grüner, Klaus Bona, Renate Gentz, Sabine Kuhlmann, Ulla Schneider
- alto : Klaus Voigt, Lothar Haass, Thordes Hohbach
- violoncelle : Gregor Anthony
- violoncelle et viole de gambe : Monika Schwamberger
- violone (grande basse de viole de gambe) : Carsten Hundt, Harald Martens
- luth, théorbe, guitare baroque : Ophira Zakai
- flûte et hautbois : Sophie Rebreyend
- hautbois : Abigail Graham, Luise Haugk
- trompette : Andreas Kalthoff, Christoffer Wolf
- basson : Elisabeth Mergne
- orgue et clavecin : Beate Röllecke, Sebastian Knebel
- harpe : Margrit Schultheiß
- tympanon : Ludwig Kurze

## Discographie
L'orchestre Les Amis de Philippe a publié 17 enregistrements discographiques, tous sur le label CPO, :
- 1995 : Harpsichord Concertos Wq.30, 37 & 38 de Carl Philipp Emanuel Bach (enregistré en avril 1993 et en septembre 1994)
- 1996 : Symphonies, Wq.173, 174, 175, 178, 180 de Carl Philipp Emanuel Bach
- 1998 : Harpsichord Concertos, Wq.3, 32, 44, 45 de Carl Philipp Emanuel Bach
- 2000 : 12 Concerti, Op. 3 de Francesco Manfredini
- 2002 : German Chamber Cantatas, Vol. 1 de Gottfried Heinrich Stölzel
- 2003 : Trio Sonatas, Wq.144-151 de Carl Philipp Emanuel Bach
- 2004 : German Chamber Cantatas, Vol. 2 de Gottfried Heinrich Stölzel
- 2005 : Arias & Conzonettas de Johann Theile
- 2006 : Hamburgische Festmusiken de Carl Philipp Emanuel Bach
- 2008 : Die Liebe Gottes ist ausgegossen - Cantatas de Philipp Heinrich Erlebach, avec la soprano Dorothee Mields
- 2009 : Six Cantatas 1731 de Georg Philipp Telemann
- 2009 : Trios for 2 Violins & Basso de Johann Gottlieb Graun et Carl Heinrich Graun
- 2010 : Hamburger Quartalsmusiken de Carl Philipp Emmanuel Bach
- 2011 : Christmas Cantatas, Vol. 2 de Georg Gebel
- 2013 : Trios for Violin or Viola & Clavier de Johann Gottlieb Graun et Carl Heinrich Graun
- 2013 : Overture Symphonies de Johann Friedrich Fasch
- 2014 : Anne Hunter's Salon - Scottish Folk Songs - English Canzonettas de Joseph Haydn, avec la soprano Dorothee Mields
- Trio Sonatas de Johann Gottlieb Graun